# Cuvier Island

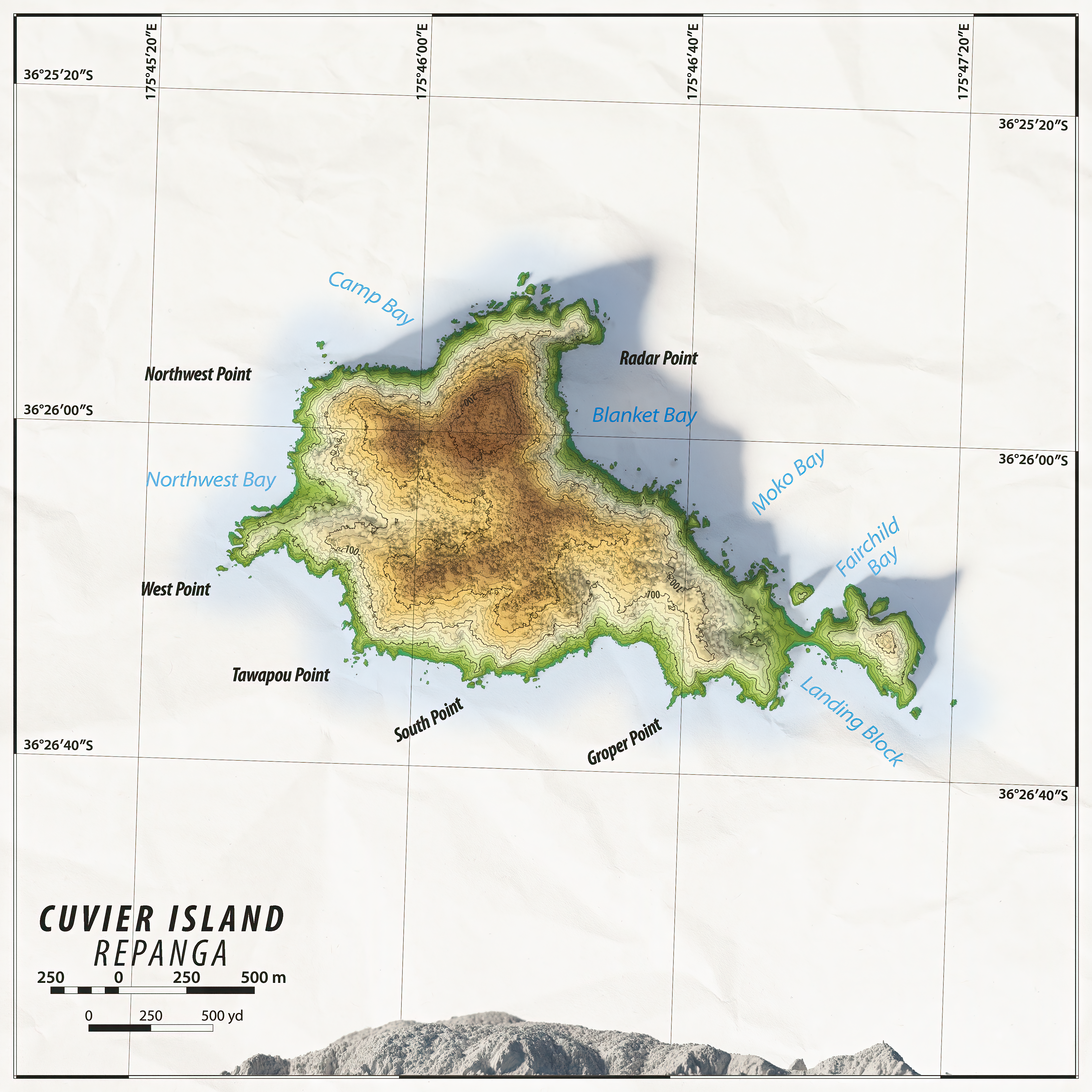
Karte von Cuvier Island

Cuvier Island (Māori: Repanga) ist eine Insel vor der Ostküste  der Nordinsel Neuseelands. Sie liegt am zum Meer führenden Ende des Colville Channel, 15 km nördlich der Mercury Islands und etwa 23 km südöstlich von Great Barrier Island. Die Insel ist ein Schutzgebiet, das vom Department of Conservation verwaltet wird und Teil eines Projekts zur Eliminierung nichtheimischer Säuger und der Wiederherstellung des ursprünglichen Ökosystems auf neuseeländischen Inseln ist. Besonders der Tieke wurde hier erfolgreich wieder angesiedelt. Die Insel ist nach dem französischen Naturforscher Georges Cuvier benannt.

## Leuchtturm
Die Insel ist ein Orientierungspunkt für die in den Hauraki Gulf einfahrenden Schiffe. Auf der Insel befindet sich der Leuchtturm, Cuvier Island Lighthouse. Der Turm wurde von David Scott entworfen. Das Leuchtfeuer wurde in Glasgow von James Milne gefertigt, die Prismenoptik in Frankreich von Barbier and Fenestre. Die Komponenten wurden 1887 von dem Dampfschiff Aorangi der New Zealand Shipping Company nach Neuseeland gebracht. Der der Regierung gehörende Dampfer Stella übernahm den Transport nach Cuvier Island. Wegen des unwegsamen Geländes ohne einen geeigneten Anleger wurden Schienen eine steile Klippe hinauf verlegt, um die Teile direkt vom Schiff zum Standplatz des Turmes zu transportieren. Der Turm wurde 1988 bis 1889 erbaut und am 22. September 1989 in Betrieb genommen.
In der Nähe des Turms befand sich in einem geschützten Tal die Unterkunft der Leuchtturmwärter. Bis in die 1970er Jahre war der Turm wegen seiner abgelegenen Lage von drei Wärtern bemannt. Versorgungsgüter kamen alle drei Monate mit einem Versorgungsschiff. In den Jahren 1899 bis 1911 wurden Brieftauben zur Nachrichtenübermittlung genutzt, was sich aber als weniger zuverlässig erwies. 1940 erhielt die Insel eine Funkverbindung.
1939 erhielt der Turm eine elektrische Beleuchtung mit einer Leistung von 1 kW, die durch einen Dieselgenerator mit Energie versorgt wurde. Die Automatisierung des Leuchtfeuers erfolgte 1982 und wird seitdem vom Hauptquartier des Betreibers und Eigentümers, Maritime New Zealand, in Wellington ferngesteuert. 1996 stellte man die Energieversorgung auf Solarenergie um und ersetzte Leuchtfeuer, um die Leistungsaufnahme auf 100 W reduzieren zu können.
Das Leuchtfeuer hat eine Höhe von 119 m über dem Meer und eine Reichweite von 35 km. Sein Licht blinkt weiß alle 15 Sekunden. Der Turm selbst besteht aus einer 15 m hohen, zylindrischen Gusseisenkonstruktion und war bei seiner Errichtung im Jahr 1889 der erste gusseiserne Leuchtturm Neuseelands.